# Maria Brylanka
Maria Brylanka-Liebig (* 1944) ist eine polnische Geigerin.
Brylanka studierte bis 1967 an der Musikakademie Warschau bei Irena Dubiska. Sie war Preisträgerin beim 5. Internationalen Wieniawski-Violinwettbewerb in Posen und trat bei Warschauer Herbst auf. Von 1968 bis 2004 war sie Erste Konzertmeisterin im Orchester der Nationaloper Warschau. 1967 gründete sie das Grażyna-Bacewicz-Streichquartett, dem ihr Mann Zbigniew Liebig als Cellist angehörte. Mit diesem trat sie in ganz Europa, den USA und Kanada, Mexiko, Bolivien, Peru und Kolumbien auf.